# Pèptid natriurètic cerebral
El pèptid natriurètic ventricular o pèptid natriurètic cerebral (abreviat com a BNP, de l'anglès brain natriuretic peptide), també conegut com a pèptid natriurètic de tipus B, és una hormona secretada pels cardiomiòcits als ventricles del cor en resposta a l'estirament causat per l’augment del volum de sang intraventricular.
El polipèptid de 32 aminoàcids BNP se segrega unit a un fragment N-terminal de 76 aminoàcids en la prohormona anomenada NT-proBNP, que és biològicament inactiu. Un cop alliberat, el BNP s’uneix i activa el receptor del pèptid natriurètic auricular tipus A (NPRA) i, en menor mesura, del B (NPRB), de manera similar al pèptid natriurètic auricular (ANP), però amb una afinitat de 10 vegades menor. La vida mitjana biològica del BNP, però, és el doble de la de l’ANP, i la del NT-proBNP és encara més llarga, cosa que fa que aquests pèptids siguin millors dianes que els ANP per a proves diagnòstiques en sang.
Les accions fisiològiques del BNP són similars a les de l’ANP i inclouen una disminució de la resistència vascular sistèmica i la pressió venosa central, així com un augment de la natriuresi. L'efecte net d’aquests pèptids és la disminució de la pressió arterial a causa de la disminució de la resistència vascular sistèmica i, per tant, de la postcàrrega. A més, les accions de BNP i ANP resulten en una disminució del flux cardíac a causa d’una disminució global de la pressió venosa central i de la precàrrega com a resultat de la reducció del volum sanguini que segueix a la natriuresi i la diüresi.